# Président de la république du Cap-Vert
Le président de la république du Cap-Vert (en portugais : Presidente da República de Cabo Verde) est le chef de l'État du Cap-Vert. Ses compétences politiques et institutionnelles sont régies par la Constitution de 1975.

## Système électoral
Le président du Cap-Vert est élu au scrutin uninominal majoritaire à deux tours pour un mandat de 5 ans. Depuis l'amendement constitutionnel du 3 mai 2010, le nombre de mandat n'est plus illimité, mais renouvelable une seule fois de manière consécutive. Un président ayant déjà accomplis deux mandats consécutifs doit ainsi attendre un minimum de cinq ans pour se représenter à une élection présidentielle. Cette durée est portée à dix ans en cas de démission, et à vie en cas de haute trahison.
Les candidats doivent être cap-verdiens de naissance, ne pas avoir d'autres nationalités, être âgés de plus de 35 ans et avoir résidé au Cap-Vert les trois années précédant l'élection. En accord avec la constitution, un candidat occupant le poste de président, de procureur général ou de chef d'état-major des armées suspend l'exercice de ses fonctions à partir de l'annonce de sa candidature. Dans le cas d'un président sortant, l'intérim est exercé par le président de l'assemblée nationale.
Le Cap-Vert a pour particularité d'autoriser le vote des citoyens vivant à l'étranger, mais de limiter le total de leur suffrages à un cinquième du total des suffrages des cap-verdien vivant sur le territoire national. Si le total dépasse ce seuil, il est converti en un nombre égal au seuil de telle sorte que les suffrages des candidats restent égaux en proportion, avant d'être additionné aux votes du territoire national.